# Hjo Mekaniska Verkstad
Hjo Mekaniska Verkstad var en verkstadsindustri i Hjo. Företaget grundades 1867 som "Strömsdal gjuteri & mekanisk verkstad" och lokaliserades till Hjoån för att utnyttja vattenkraften i fallen. 
Företaget köptes 1899 av bröderna Carl (död 1917) och Victor Smedberg (1863–1906), som utvecklade och utvidgade verksamheten. De inköpte 1900 Hammarns kvarn i Hjoån, byggde 1901 Strömsdalsdammen och anlade där ett kraftverk, som efter hand expanderade. Fabriken brann ned 1916, varefter en ny fabriksanläggning uppfördes söder om Strömsdalsdammen. Under 1900-talet tillkom utbyggnader av fabrikslokalerna både åt norr och söder. Efter Carl Smedbergs död 1917 drevs företaget vidare av Carl och Victor Smedbergs barn och barnbarn.
Hjo Mekaniska Verkstad tillverkade bland annat vagnsaxlar och radiatorer. Under andra världskriget tillverkades också skyddsrummsdörrar och gengasaggregat. Den var som störst under 1960-talet med över 300 anställda. År 1989 lades företaget ned. Delar av fabriken blev därefter industrihotell.
Bröderna Smedberg lät 1902–1905 byggda Villa Strömsdal invid fabriken på Strömsdalsvägen 24. 

## Bildgalleri

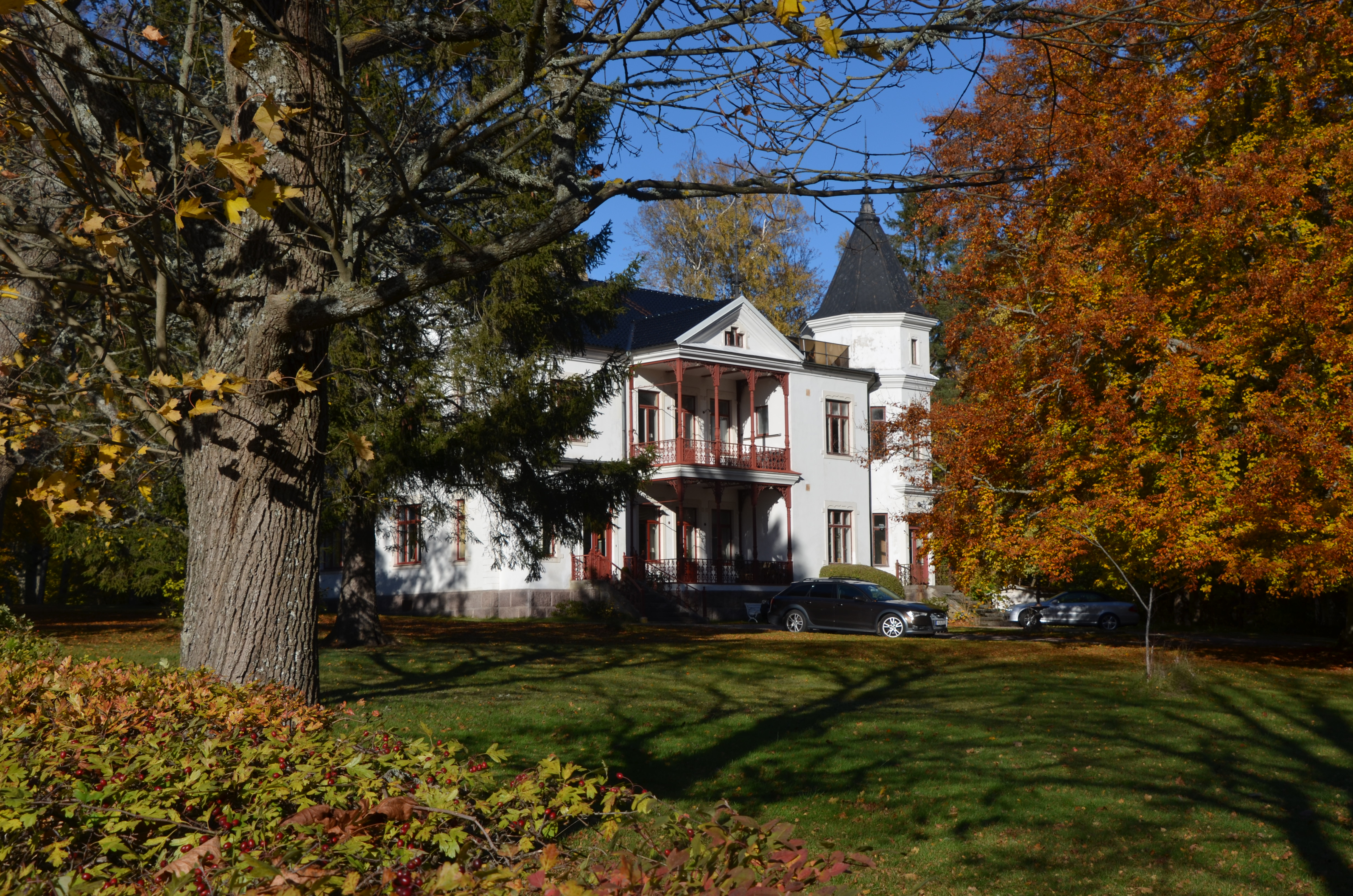
Villa Strömsdal, familjerna Smedbergs villa
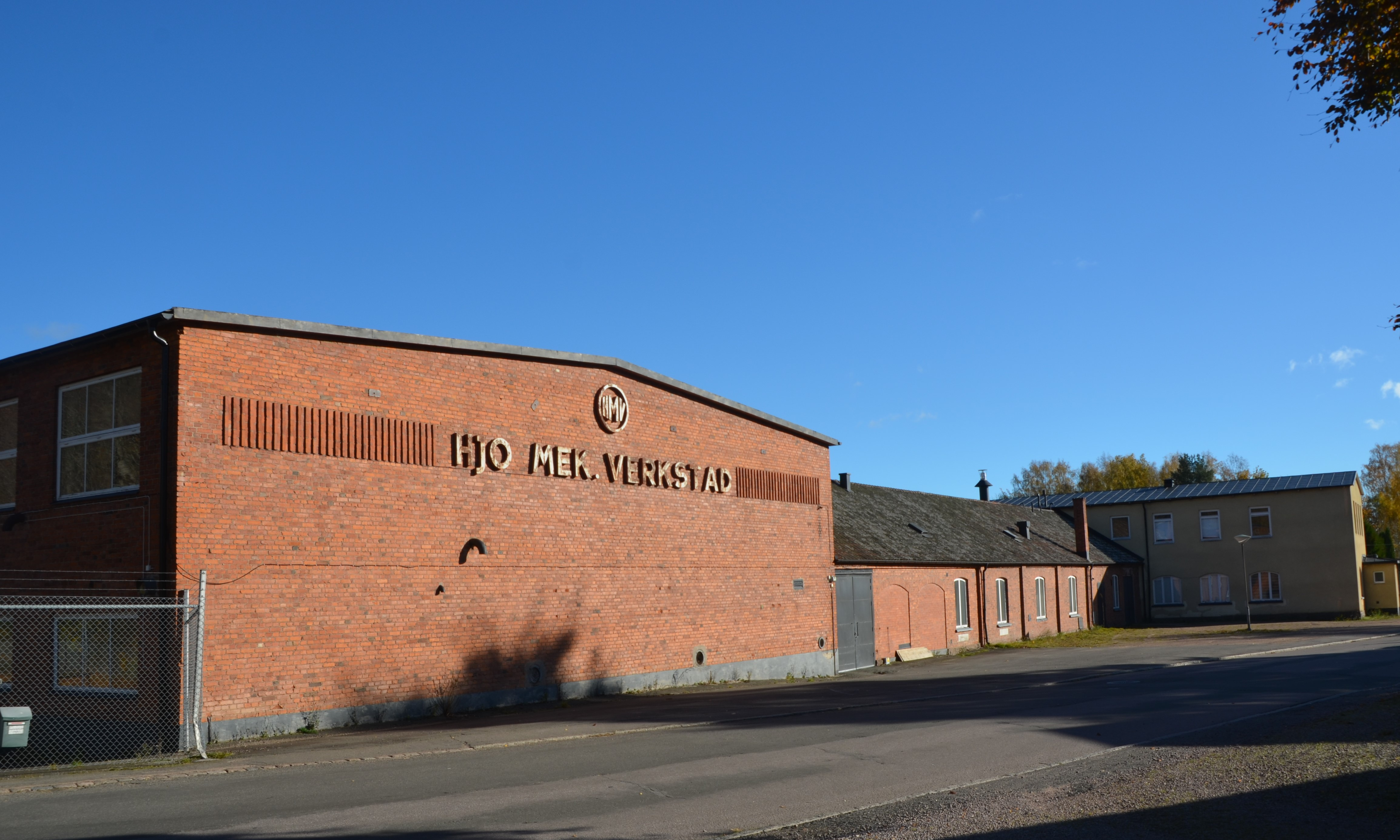
Gamla fabriksbyggnaden
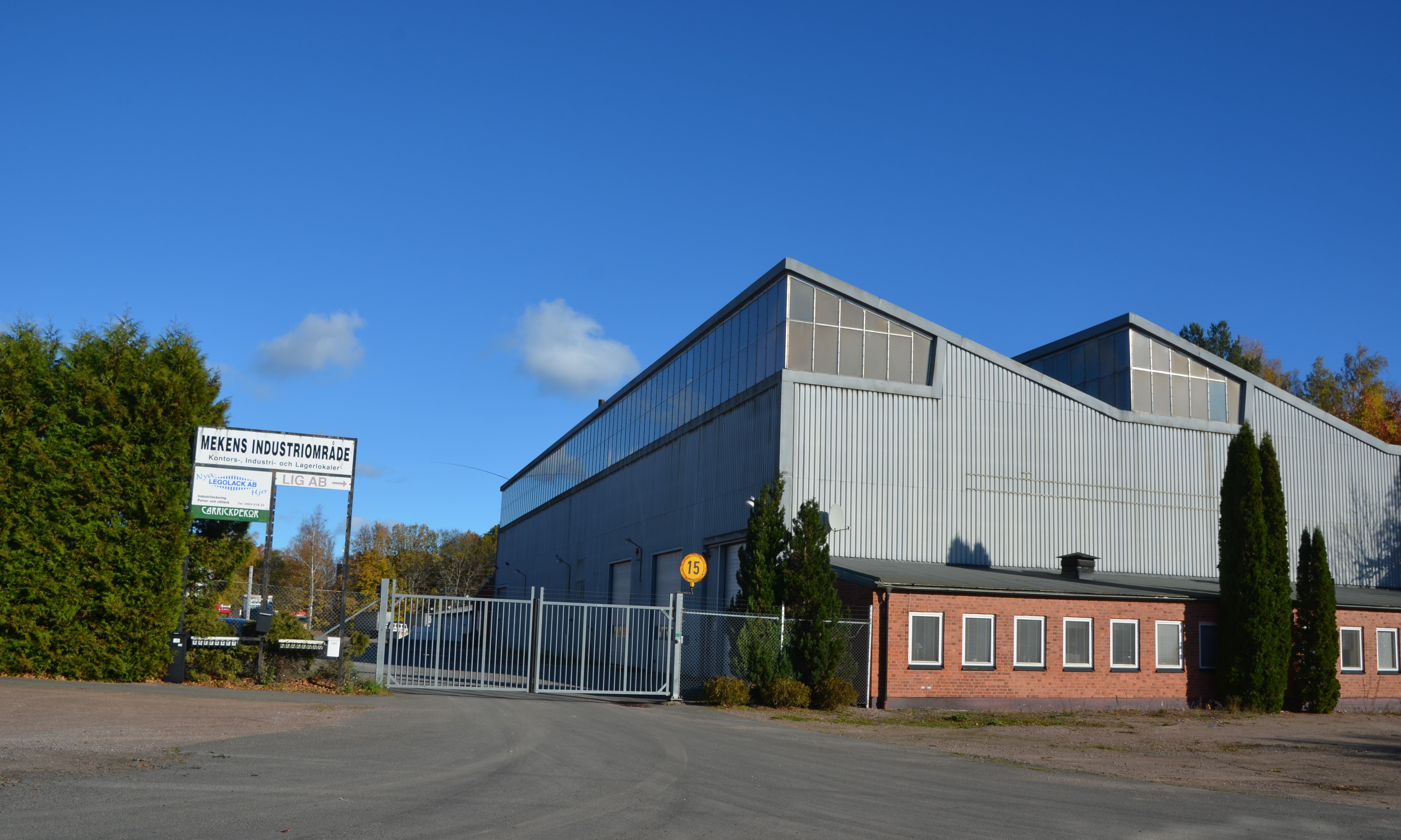
Den nyare fabriksbyggnaden, nu industrihotell